# Antonio Doral y Anuncibay
Antonio Doral y Anuncibay (Cartagena, 1787 - Madrid, 19 de setembre de 1855) fou un militar marí i polític espanyol, ministre de Marina durant el regnat d'Isabel II d'Espanya.

## Biografia
Fill d'un oficial de la marina, el 1796 ingressà com a cadet a les Reials Guàrdies Espanyoles i el 1803 fou enviat com a guardiamarina al Ferrol. Destinat a diversos vaixells, el 1805 fou destinat finalment al Santa Ana sota el comandament d'Ignacio María de Álava, amb el que va participar en la batalla de Trafalgar i fou ascendit a alferes de navili.
El 1809 fou ascendit a tinent de fragata i participà en la guerra del francès, distingint-se a Tordesillas, Espinosa de los Monteros i en el setge de Sant Sebastià de 1814, després del qual fou ascendit a tinent de navili. Tanmateix, les seves idees liberals el van portar a donar suport el pronunciament de Juan Díaz Porlier a La Corunya el 1815, raó per la qual fou empresonat al castell de Santo Antón fins a 1819. El 1820 fou destinat a Cuba, on lluità contra els contrabandistes. El 1824 fou destinat al Callao i participà en la batalla d'Ayacucho. Després de la derrota marxà amb les restes de la flota espanyola a les Filipines i d'allí tornà a la Península. Fou destinat a diversos vaixells a les costes de Galícia.
En 1836 fou nomenat capità del port de Cadis. Després s'establí a Madrid, on en 1843 fou ascendit a brigadier i nomenat Major General de l'Armada i vocal de la Junta de Direcció de l'Armada, però en 1845 fou destituït i destinat novament a Cadis. El 1846 fou nomenat novament vocal de la Junta de Direcció de l'Armada i en 1848 vocal de la Direcció General de l'Armada. Durant aquests anys va inventar un cercle per perfeccionar l'agulla de bitàcola, anomenat cercle de Doral.
En 1850 fou nomenat inspector d'una comissió de l'Armada i el 1851 va ocupar uns mesos interinament la cartera del ministeri de Marina en el gabinet de Juan Bravo Murillo. En 1853 seria nomenat ministre titular de Marina en el govern de Francisco Alejandro Lersundi y Ormaechea. El 9 de setembre va haver de dimitir a causa d'unes irregularitats en un contracte amb una empresa subministradora de carbons. Va haver de donar explicacions sobre la seva conducta a les Corts, però va morir abans que dictessin un dictamen sobre els fets.

## Obres
- Círculo de marcar para perfeccionar la aguja de la bitácora (1848)